# Jucuns
Jucuns (jukuns) são um povo da África Ocidental que habita o norte da Nigéria no vale do rio Benué. São encontrados sobretudo em Macurdi, no estado de Benué, em Lantangue e Lafia em Platô e Ucari e Muri em Adamaua e Taraba. Mitos hauçás traçam sua origem em Iemil, a leste de Meca, na atual Arábia Saudita. Também são chamados cororofas, pois a pessoa que levou-os à Nigéria em tempos primórdios chamava-se Cororofa. Pensa-se que talvez podem ser associados aos cuararafas que habitaram o centro da Nigéria por séculos. Os jucuns são considerados um povo guerreiro por seus vizinhos e eles conseguiram dominar muitos deles antes da chegada dos fulas no século XIX.